# Klassmeier (Orgelbauer)
Klassmeier (auch: Klassmeyer und Klaßmeier) ist der Familienname einer deutschen Orgelbauerfamilie in Kirchheide bei Lemgo, die zwischen 1872 und 1942 mehr als 200 Orgeln schuf.

## Geschichte
Ernst Klassmeier (* 2. Februar 1840 in Talle; † 16. Januar 1926 in Lemgo) erlernte den Klavierbau bei Theophil Mann in Bielefeld und den Orgelbau bei Carl Krämer in Osnabrück. Bis 1872 arbeitete er bei Friedrich Ladegast in Weißenfels. Er entwickelte 1878 eine Form der Kegellade, bei der die Kegelventile ausgewechselt werden konnten. Dennoch hatten seine Orgeln bis in die 1880er Jahre hinein in den Manualen mechanische Schleifladen und nur im Pedal Kegelladen. Ab den 1890er Jahren setzte er im Pedal die Röhrenpneumatik ein, während die Manuale Kegelladen hatten. Nach der Ausstellung auf der Gewerbeschau in Detmold im Jahr 1881 erhielt er den Titel „Schaumburg-Lippischer Hoforgelbauer“. Anlässlich seines 25-jährigem Geschäftsjubiläums verlieh ihm der Prinzregent Adolf von Lippe die goldene Verdienstmedaille. Bis zum Jahr 1900 baute er 80 neue Orgeln, die nach Rheinhessen, Westfalen, Rheinland und die Niederlande geliefert und vereinzelt auch ins außereuropäische Ausland exportiert wurden. Seinem Sohn Friedrich übergab er 1907 den Betrieb.
Friedrich Klassmeier (* 1880 in Talle; † 1943 in Lemgo) erlernte das Orgelhandwerk von Goebel und Furtwängler und machte von der weiterentwickelten Pneumatik Gebrauch. Er baute auf ihrer Grundlage zahlreiche Spielhilfen ein, wie beispielsweise die Melodiekoppel. Statt Registerwippen bevorzugte er Tasten. 1942, ein Jahr vor seinem Tod, erlosch die Firma, die im Jahr 1926 ihr Opus 200 ausgeliefert hatte.
Die Klassmeier-Orgeln zeichnen sich durch hohes handwerkliches Können aus und sind stilistisch der Romantik verpflichtet. Zahlreiche Werke gingen durch die Orgelbewegung und durch Orgelneubauten während des Wirtschaftswachstums in den 1950er und 1960er Jahren verloren.

## Werkliste (Auswahl)
| Jahr      | Ort                     | Kirche                | Bild | Manuale | Register | Bemerkungen |
| --------- | ----------------------- | --------------------- | ---- | ------- | -------- | --- |
| 1876      | Reelkirchen             | Evangelische Kirche   |      | II/P    | 17       | 1592 ist ein erster Orgelbau mit I/7 erwähnt 1869 Neubau durch August Randebrock, Paderborn, mit mechanischen Schleifladen 1880 Versetzung von der West- auf die Südempore ab 1966 Ankauf der 1876 von Ernst Klaßmeier, Kirchheide, als Opus 6 gebauten Orgel für die reformierte Kirche in Augustdorf. 1970 Fertigstellung durch Gustav Steinmann, Vlotho Überarbeitung der Manual-Zwillingslade, Aufstellung des Klaßmeier-Pfeifenwerks und Intonation, Erweiterung der Pedallade Randebrocks und Aufstellung hinter dem Hauptgehäuse. Die Mixtur ist neu von Steinmann, der Choralbaß 4 im Pedal noch von Randebrock. |
| 1877      | Wüsten                  | Evangelische Kirche   |      | II/P    |          | Neubau; nicht erhalten |
| 1877      | Kalletal-Lüdenhausen    | Ev.-ref. Kirche       |      | II/P    | 15       | Prospekt erhalten; Pfeifenwerk von Detlef Kleuker (1975) |
| 1881      | Hüllhorst-Schnathorst   | Ev.-luth. Kirche      |      | II/P    | 12       | von Detmolder Gewerbeausstellung erworben; 1936 und 1978 Erweiterungsumbauten |
| 1886      | Bielefeld               | Zionskirche (Bethel)  |      | II/P    |          | nicht erhalten |
| 1887      | Barntrup                | Ev.-ref. Kirche       |      | II/P    | 13       | 1965 Umbau durch Gustav Steinmann |
| 1894      | Warendorf               | Christuskirche        |      | II/P    | 16       | 1978 Neubau von Paul Ott hinter erhaltenem Klassmeier-Prospekt |
| 1896–1897 | Hartum                  | Evangelische Kirche   |      | II/P    | 19       | nahezu vollständig erhalten; neugotischer Prospekt |
| 1898      | Gelsenkirchen-Buer-Erle | Dreifaltigkeitskirche |      | II/P    | etwa 20  | 1951 Umbau durch Förster & Nicolaus, 1977 Erweiterungsumbau durch Karl Schuke; 16 Register erhalten |
| 1899      | Hörste (Halle)          | Evangelische Kirche   |      | II/P    | 17       | mit Manual-Wechselschleife; nahezu unverändert erhalten |
| 1900      | Hillentrup              | Evangelische Kirche   |      | II/P    | 16       | 1975 Neubau durch Detlef Kleuker, Brackwede im alten Gehäuse. Dabei wurde das Gehäuse geschlossen. 2003 Restaurierung durch Stephan Oppel, Schmallenberg. Neuintonation. Gesehen 24. Juni 2022.\|- |
| 1904      | Bad Ems                 | Kaiser-Wilhelm-Kirche |      | II/P    | 17       | weitgehend erhalten, 1974 durch Klais Orgelbau erweitert |
| 1907      | Holzwickede             | Evangelische Kirche   |      | II/P    | 21       | weitgehend erhalten |
| 1907      | Ibbenbüren-Laggenbeck   | Johanniskirche        |      | II/P    | 11       | nahezu unverändert erhalten |
| 1912–1914 | Stapelmoor              | Stapelmoorer Kirche   |      | II/P    |          | Neubau hinter dem Prospekt von Eike Schulte (1848); nicht erhalten |
| 1914      | Greetsiel               | Greetsieler Kirche    |      | I/p     | 6        | Neubau hinter dem Gehäuse von Johann Friedrich Constabel; nicht erhalten |
| 1924      | Leer (Ostfriesland)     | Große Kirche          |      | II/P    | 27       | Austausch einiger Register der Orgel von Albertus Antonius Hinsz (1763–1766); Klassmeier-Register nicht erhalten |
| 1927      | Emden                   | Große Kirche          |      | III/P   | 51       | im Zweiten Weltkrieg zerstört |
| 1932–1933 | Lemgo                   | St. Marien            |      | II/P    | 20       | Rekonstruktion der Scherer-Orgel (1612–1613) unter Mitwirkung von Christhard Mahrenholz; nicht erhalten |
| 1935      | Oldersum                | Oldersumer Kirche     |      | II/P    | 19       | 1965 aufgrund von Feuchtigkeitsschäden ersetzt |